# Ancylonotopsis congoensis
Ancylonotopsis congoensis là một loài bọ cánh cứng trong họ Cerambycidae.